# Chauncey (Ohio)

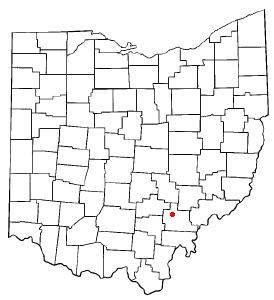
Chauncey na planie stanu Ohio

Chauncey – wieś w USA, hrabstwo Athens w stanie Ohio.
W roku 2012, 24,2% mieszkańców było w wieku poniżej 18 lat, 10,9% było w wieku od 18 do 24 lat, 24,8% miało od 25 do 44 lat, 26,9% miało od 45 do 64 lat, 13,3% było w wieku 65 lat lub starszych. We wsi było 50,4% mężczyzn i 49,6% kobiet.
Liczba mieszkańców w 2010 roku wynosiła 1 049, a w roku 2012 wynosiła 1 039.